# تدی شوالی
تدی شوالی (انگلیسی: Teddy Chevalier؛ زادهٔ ۲۸ ژوئن ۱۹۸۷) بازیکن فوتبال اهل فرانسه است.
از باشگاه‌هایی که در آن بازی کرده‌است می‌توان به باشگاه فوتبال والویک، باشگاه فوتبال والنسین، باشگاه فوتبال کورتریک، باشگاه فوتبال چای‌کار ریزه‌اسپور، و باشگاه فوتبال زولته وارخم اشاره کرد.